# Byssonectria tetraspora
Byssonectria tetraspora är en svampart som först beskrevs av Karl Wilhelm Gottlieb Leopold Fuckel, och fick sitt nu gällande namn av Korf 1971. Byssonectria tetraspora ingår i släktet Byssonectria och familjen Pyronemataceae.   Inga underarter finns listade i Catalogue of Life.